# Carrega Ligure
Carrega Ligure es una localidad y comune italiana de la provincia de Alessandria, región de Piamonte, con 97 habitantes.

## Evolución demográfica
| Gráfica de evolución demográfica de Carrega Ligure entre 1861 y 2001 |
|                                                                      |
| Fuente ISTAT - elaboración gráfica de Wikipedia                      |